# Ernest N. Hutchinson
Ernest Neville Hutchinson (* 21. Juli 1864 in Milford, Otsego County, New York; † 30. Januar 1938 in Seattle) war ein US-amerikanischer Politiker (Demokratische Partei) und ab 1932 Staatssekretär (Secretary of State) des Bundesstaates Washington.

## Leben
Ernest N. Hutchinsons Eltern waren John Wallace Hutchinson und Victoria, geb. Neville. Er ging in den Westen und wurde Busfahrer in South Dakota und Rancharbeiter in Texas. Hutchinson studierte an der University of Chicago und wurde Tierarzt. Im Jahr 1894 heiratete er Bessie Burbaker aus Berlin. Sein politisches Leben begann, als Präsident Grover Cleveland ihn zum Fleischinspektor von San Francisco ernannte. Er ging in den Norden und gründete den Federal Inspection Service im King County. Ferner leitete er Projekte der Works Progress Administration (WPA). Ernest Hutchinson starb während seiner zweiten Amtszeit.